# Bolitoglossa cuna
Bolitoglossa cuna е вид земноводно от семейство Plethodontidae.

## Разпространение
Видът е разпространен в Панама.